# Fuirena quercina
Fuirena quercina är en halvgräsart som beskrevs av Henri Chermezon. Fuirena quercina ingår i släktet Fuirena och familjen halvgräs.
Artens utbredningsområde är Madagaskar. Inga underarter finns listade i Catalogue of Life.